# Чиляно
Чиля̀но (на италиански: Cigliano; на пиемонтски: Sian, Сиян) е малко градче и община в Северна Италия, провинция Верчели, регион Пиемонт. Разположено е на 237 m надморска височина. Населението на общината е 4586 души (към 2010 г.).